# Baršunasta panjevčica
Baršunasta panjevčica (Flammulina velutipes) ili zimska gljiva je vrsta jestive gljive. Nazvana je po vremenu rasta, odnosno baršunastom stručku. U Japanu i Koreji ova se gljiva i uzgaja.

## Opis
Klobuk je u početku polukružan, potom otvoren. Mazav je i vrlo ljepljiv. Ima vrlo malo mesa. Žućkastocrvene je ili narančastožute boje, u sredini tamniji. Promjera je do 10 cm. Listići su rijetki, slobodni, bijele boje. Kako gljiva stari, postaju crvenkasti. Prema kraju klobuka su uži. Stručak je 3-7 cm dug, pun, kasnije šupalj i bočno spljošten. Baršunast, pod klobukom crvenkast, prema dnu tamnosmeđ i na kraju crn. Меso je žuto, tanko, mekano, žilavo, u dršci vlaknasto i žutozelenkasto. Nema karakterističan miris i okus. 
Spore su cilindrično duguljaste, 8-11x3-4 μm. U masi su bijele.
Ova gljiva raste kao saprofit ili parazit u kasnu jesen i zimi, busenasto ili pojedinačno u listopadnim šumama. Jestiv je samo klobuk, jer je stručak tvrd. Zamjena s drugim gljivama je nemoguće, što zbog godišnjeg doba kada raste, što zbog baršunastog stručka.
Ako se na površinu stručka nanese kap sumporne kiseline, to mjesto trenutačno postane crnosmeđe.

## Ljekovitost
U Kini,Koreji i Japanu,te Vijetnamu se ova gljiva smatra ljekovitom. Sadrži antioksidanse, kao što je ergotionein. Testiranje na životinjama naznačilo je kao moguću primjenu razvoj cjepiva te imunoterapiju raka.
Istraživanje na Nacionalnom sveučilištu u Singapuru, prvi put objavljeno 2005. godine, pokazalo je da stručak gljive sadrži veliku količinu proteina, kojeg su istraživači nazvali Five'FIP-fve, a koji pomaže u regulaciji imunog sustava. Gljiva također sadrži flamutoksin, citolitički i kardiotoksični protein koji je dokazan kao netoksičan kod oralne   primjene.

## Dodatna litratura
- I. Focht, Ključ za gljive, Zagreb 1986.

## Vanjske poveznice

### Sestrinski projekti
|  | Zajednički poslužitelj ima stranicu o temi Baršunasta panjevčica    |
|  | Zajednički poslužitelj ima još gradiva o temi Baršunasta panjevčica |